# كبابة
الكَبابة الصيني واسمها في الخليج الكبابة وفي مصر حب العروس وفي الشام البهار الحلو (الاسم العلمي: Piper cubeba) وهي نبات من جنس الفلفل، تزرع لثمارها وزيتها العطري. تنبت غالبا في جاوة وسومطرة وبالتالي تسمى أحيانا فلفل جاوة. تجمع ثمارها قبل أن تنضج وتجفف بعناية. تشبه في مظهرها الفلفل الأسود إلا أن البذرة لها زائدة في طرفها. قشرتها المجففة مجعدة، يتراوح لونه من البني الرمادي إلى الأسود. بذورها قاسية بيضاء وزيتية. رائحة الكبابة مقبولة وعطرية وطعم لاذع مر قليلا.

## تركيب الزيت العطري
يحوي الزيت العطري لنبات الكبابة على مركبات سابينين وكادينين في تركيبته.